# Communauté de communes de Sévérac-le-Château
La communauté de communes de Sévérac-le-Château  est une ancienne communauté de communes française, située dans le département de l'Aveyron. Elle est dissoute le 31 décembre 2015 de par la création de la commune nouvelle de Sévérac d'Aveyron, composée de l'ensemble de ses communes membres.

## Composition
Elle est composée des communes suivantes :
| Nom                        | Code Insee | Gentilé       | Superficie (km2) | Population (dernière pop. légale) | Densité (hab./km2) |
| -------------------------- | ---------- | ------------- | ---------------- | --------------------------------- | ------------------ |
| Sévérac-le-Château (siège) | 12270      | Séveragais    | 108,42           | 2 398 (2013)                      | 22                 |
| Buzeins                    | 12040      | Buzeincols    | 21,59            | 187 (2013)                        | 8,7                |
| Lapanouse                  | 12123      | Panousois     | 27,19            | 769 (2013)                        | 28                 |
| Lavernhe                   | 12126      | Vernhasols    | 26,32            | 231 (2013)                        | 8,8                |
| Recoules-Prévinquières     | 12196      | Recouquiérois | 25,20            | 516 (2013)                        | 20                 |

## Compétences
Compétences obligatoires
- Aménagement de l’espace communautaire : développement des activités touristiques et création de zones d’activités.
- Actions de développement économique : développement économique et touristique, gestion de la ZAC des Planes, création de zones d’activités et leur gestion (excepté pour celles existantes).

Compétences optionnelles
- Protection et mise en valeur de l’environnement : la collecte, l’élimination et la valorisation des déchets et gestion/suivi de l’assainissement individuel
- Politique du logement et du cadre de vie : programmes locaux d’habitat/OPAH, définition d’une politique de l’habitat
- Création, aménagement et entretien de la voirie
- Construction, entretien et fonctionnement des équipements sportifs et culturels

## Sources
- Base de données ASPIC pour l'Aveyron, édition 11/2006.
- le SPLAF pour l'Aveyron, édition 11/2006.